# Javier Sotomayor
Javier Sotomayor (n. 13 octombrie 1967, Limonar⁠(d), Matanzas Province⁠(d), Cuba) este un fost atlet cubanez, specializat în sărituri în înălțime.

## Carieră
Atletul a cucerit medalia de aur la Jocurile Olimpice din 1992 de la Barcelona și argintul la Jocurile Olimpice din 2000 de la Sydney. De două ori a devenit campion mondial, la Stuttgart 1993 și la Atena 1997, la care se adaugă două medalii de argint (1991, 1995). Nu mai puțin de patru ori a fost campion mondial în sală, în anii 1989, 1993, 1995 și 1999.
Javier Sotomayor deține recordurile mondiale atât în aer liber cât și în sală. La Campionatul Mondial în sală din 1989 a trecut 2,43 m și în anul 1993 a stabilit recordul actual cu o săritură de 2,45 m.
În anul 1999 sportivul a fost găsit pozitiv cu cocaină la un test anti-doping. A fost suspendat pe o perioadă de un an. În 2001 a fost depistat pozitiv cu nandrolon și s-a retras din sport.

## Realizări
| An   | Competiție                              | Locație                     | Loc | Note   |
| ---- | --------------------------------------- | --------------------------- | --- | ------ |
| 1985 | Jocurile Mondiale în sală               | Paris, Franța               | 2   | 2,30 m |
| 1985 | Universiada                             | Kobe, Japonia               | 10  | 2,20 m |
| 1986 | Campionatul Mondial de Juniori (sub 20) | Atena, Grecia               | 1   | 2,25 m |
| 1987 | Campionatul Mondial în sală             | Indianapolis, Statele Unite | 4   | 2,32 m |
| 1987 | Campionatul Mondial                     | Roma, Italia                | 9   | 2,29 m |
| 1989 | Campionatul Mondial în sală             | Budapesta, Ungaria          | 1   | 2,43 m |
| 1989 | Universiada                             | Duisburg, Germania          | 1   | 2,34 m |
| 1991 | Campionatul Mondial în sală             | Sevilla, Spania             | 3   | 2,31 m |
| 1991 | Campionatul Mondial                     | Tokio, Japonia              | 2   | 2,36 m |
| 1992 | Jocurile Olimpice                       | Barcelona, Spania           | 1   | 2,34 m |
| 1993 | Campionatul Mondial în sală             | Toronto, Canada             | 1   | 2,41 m |
| 1993 | Campionatul Mondial                     | Stuttgart, Germania         | 1   | 2,40 m |
| 1995 | Campionatul Mondial în sală             | Barcelona, Spania           | 1   | 2,38 m |
| 1995 | Campionatul Mondial                     | Göteborg, Suedia            | 2   | 2,37 m |
| 1996 | Jocurile Olimpice                       | Atlanta, Statele Unite      | 11  | 2,25 m |
| 1997 | Campionatul Mondial                     | Atena, Grecia               | 1   | 2,37 m |
| 1999 | Campionatul Mondial în sală             | Maebashi, Japonia           | 1   | 2,36 m |
| 2000 | Jocurile Olimpice                       | Sydney, Australia           | 2   | 2,32 m |
| 2001 | Campionatul Mondial în sală             | Lisabona, Portugalia        | 5   | 2,25 m |
| 2001 | Campionatul Mondial                     | Edmonton, Canada            | –   | DS     |

## Recorduri personale
| Probă                        | Performanță | Dată          | Locație   |
| ---------------------------- | ----------- | ------------- | --------- |
| Săritură în înălțime         | 2,45 m RM   | 27 iulie 1993 | Salamanca |
| Săritură în înălțime în sală | 2,43 m RM   | 4 martie 1989 | Budapesta |

## Legături externe
Materiale media legate de Javier Sotomayor la Wikimedia Commons
- en Javier Sotomayor la World Athletics
- en Javier Sotomayor la Olympedia.org